# Chropov
Chropov es un municipio del distrito de Skalica en la región de Trnava, Eslovaquia, con una población estimada a final del año 2024 de 369 habitantes.
Se encuentra ubicado al norte de la región, en los pequeños Cárpatos y cerca del río Morava (cuenca hidrográfica del Danubio) y de la frontera con la República Checa.

## Demografía
| Año        | 1994 | 2004    | 2014     | 2024    |
| ---------- | ---- | ------- | -------- | ------- |
| Población  | 354  | 357     | 393      | 369     |
| Diferencia |      | +0,84 % | +10,08 % | −6,10 % |

| Año        | 2023 | 2024    |
| ---------- | ---- | ------- |
| Población  | 373  | 369     |
| Diferencia |      | −1,07 % |